# Деркач, Борис Юрьевич
Борис Юрьевич Деркач (14 января 1964, Харьков, Украинская ССР, СССР — 18 мая 2019, Харьков, Украина) — советский футболист, полузащитник. Мастер спорта СССР.

## Биография
В 1981 году, в возрасте 17 лет был взят в дубль харьковского «Металлиста», где за два года провёл 48 матчей. В 1983 году сыграл в харьковском «Маяке» из второй лиги — 49 игр, забив при этом два гола. В 1984 году провёл один матч за «Металлист» в высшей лиге.
Армейскую службу провёл в СКА Киев из второй лиги — 48 игр, 8 мячей в 1985-86 годах. В конце 1985 года по приглашению главного тренера «Динамо» Киев Валерия Лобановского был с командой на сборах, но по приказу Генштаба был переведён в ЦСКА из первой лиги, где играл до июля 1986 года. В конце сезона вернулся в «Металлист», за который играл до 1989 года. В 1990 году получил повторное приглашение от Лобановского, провёл в «Динамо» два сезона.
В Киеве Борис Деркач, и раньше имевший проблемы с дисциплиной, пристрастился к азартным играм в казино. Имея зарплату около одной тысячи долларов, за полгода он проиграл около 20 тысяч долларов. После несостоявшегося перехода в турецкий «Бурсаспор», Деркач отправился в болгарский «Левски», не сумев обеспечить себе место в основном составе, перешёл в венгерскую «Ньиредьхазу», но и там ему заиграть не удалось.
Весной 1993 года Деркач вместе с беременной гражданской женой переехал в Будапешт, где вступил в украинскую преступную группировку. Во время вооружённого ограбления ранил из автомата трёх человек, за что был приговорён к 11 годам лишения свободы. Отсидев 2 года, в 1995 году Борис Деркач совершил неудачную попытку побега, за что получил ещё 4 года лишения свободы по основной статье и 1 год за побег. Отсидев ещё 7 лет в одиночной камере, по просьбе матери был переведён в Ужгород, где по украинским законам был осуждён на 15 лет. Затем был переведён в Харьков. Был освобождён досрочно в 2004 году, проведя за решёткой в общей сложности 11 лет.
С 2006 года работал футбольным агентом. Из-за кризиса на Украине в 2014 году потерял работу в «Металлисте». У Деркача вновь обострились проблемы с азартными играми в казино и алкоголем, от него ушла жена с двумя детьми. Стал работать в Малайзии строителем.
Весной 2019 года был госпитализирован в тяжёлом состоянии. 30 апреля вернулся на Украину, проживал на квартире у знакомых, где и умер в мае. Похоронен на одном из харьковских кладбищ.

## Семья
Жена Татьяна (с 2005 года). Сын Артём 2006 г. р., дочь Анна 2008 г. р.

## Достижения
- Чемпион СССР: 1990
- Обладатель Кубка СССР (2): 1988, 1990